# Двон, Аллан

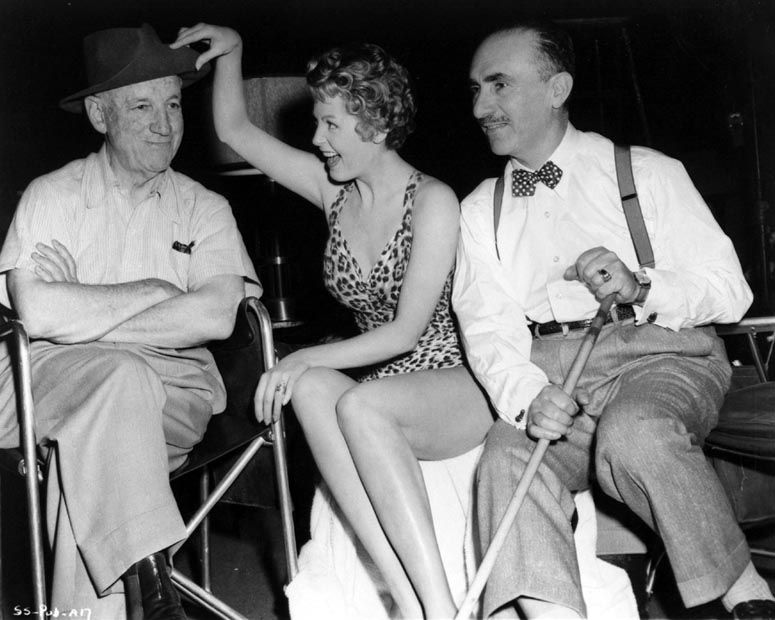
Слева направо: Аллан Двон, Арлин Дал и Джон Олтон на съёмках фильма «Оттенок алого».

А́ллан Двон (в русской транслитерации также как Дван, Дуон, Дуэйн, Дуэн, Дуан) (англ. Allan Dwan) — американский кинорежиссёр, кинопродюсер и сценарист канадского происхождения.

## Биография
Джозеф Алоизий Двон родился 3 апреля 1885 года в Торонто. В 1896 году с родителями эмигрировал из Канады в США. Обучался в Университете Notre Dame, работал инженером в чикагской компании Peter Cooper-Hewitt Company, занимавшейся освещением. Начал проявлять интерес к кино, когда оно ещё делало свои первые шаги, поэтому немедленно принял предложение Essanay Studios, когда те предложили ему поработать на них сценаристом. С 1911 года работал в Голливуде на American Film Manufacturing Company. С 1917 года — основатель и первый президент Motion Picture Directors Association (отделение Восточного побережья).
Начав с короткометражных лент, Аллан вскоре переключился на создание более серьёзных картин, в том числе с начинающими актёрами — Мэри Пикфорд и Дугласом Фэрбенксом — в главных ролях. Снимал одну из самых известных детей-актёров, Ширли Темпл, помог начать карьеру режиссёру Виктору Флемингу. В конце собственной карьеры предпочитал снимать вестерны.
Первая жена — актриса Полин Буш (с 1915 по 1921 год, развод). Вторая — Мэри Шелтон (с 1922 по 1954 год).
Ушёл из кино в 1961 году в связи с возрастом, скончался 28 декабря 1981 года в Лос-Анджелесе на 97-м году жизни, похоронен на кладбище San Fernando Mission Cemetery.
Имеет звезду на Голливудской Аллее славы — № 6263 по Голливудскому бульвару.

## Избранная фильмография

### Режиссёр
С 1911 по 1961 год выступил режиссёром более 400 фильмов, больше половины из которых были сняты в первые шесть лет карьеры и в подавляющем своём большинстве являются короткометражными.
- 1913 — Back to Life
- 1913 — Bloodhounds of the North
- 1913 — The Restless Spirit
- 1914 — Ришельё
- 1915 — Вчерашняя девушка / англ. A Girl of Yesterday
- 1916 — Счастливая привычка / англ. The Habit of Happiness
- 1917 — Современный мушкетёр / A Modern Musketeer
- 1922 — Робин Гуд / Robin Hood
- 1927 — Радостная девушка / The Joy Girl
- 1929 — Железная маска / The Iron Mask
- 1929 — / англ. Tide of Empire
- 1933 — Мнение адвоката / англ. Counsel's Opinion
- 1937 — Хейди / Heidi
- 1938 — Ребекка с фермы Саннибрук / Rebecca of Sunnybrook Farm
- 1939 — Три мушкетёра / The Three Musketeers
- 1939 — Горилла / The Gorilla
- 1941 — Посмотри кто смеётся / англ. Look Who's Laughing
- 1944 — / англ. Abroad with Two Yanks
- 1945 — Миллионы Брюстера / Brewster’s Millions
- 1949 — Пески Иводзимы / Sands Of Iwo Jima
- 1952 — Монтана Белль / англ. Montana Belle
- 1954 — Серебряная жила / Silver Lode
- 1954 — Королева скота из Монтаны / Cattle Queen of Montana
- 1956 — Оттенок алого / Slightly Scarlet
- 1957 — Берег реки / англ. The River's Edge
- 1958 — Заколдованный остров / Enchanted Island

### Сценарист
С 1911 по 1955 год выступил автором сценария 53 фильмов.
- 1922 — Робин Гуд / Robin Hood (в данных титрах не указан)
- 1929 — Железная маска / The Iron Mask (в данных титрах не указан)

### Продюсер
С 1913 по 1953 год выступил продюсером 38 фильмов.
- 1941 — Посмотри кто смеётся / англ. Look Who's Laughing